# UCI Europe Tour 2005
Navigation
Édition suivante
L'UCI Europe Tour 2005 est la première édition de l'UCI Europe Tour, l'un des cinq circuits continentaux de cyclisme de l'Union cycliste internationale. Il est composé de plus de 300 compétitions, organisées du 1er février au 13 octobre 2005 en Europe. Les championnats du monde élites et moins de 23 ans disputés à Madrid bien que non officiellement inscrits au calendrier comptent pour le classement tout comme les championnats nationaux.

## Calendrier des épreuves

### Février
| Date    | Course                                 | Pays     | Classe | Vainqueur           | Équipe                  |
| ------- | -------------------------------------- | -------- | ------ | ------------------- | ----------------------- |
| 1.      | Grand Prix d'ouverture La Marseillaise | France   | 1.1    | Nicki Sørensen      | CSC                     |
| 2.-6.   | Étoile de Bessèges                     | France   | 2.1    | Freddy Bichot       | FDJeux.com              |
| 6.      | Challenge de Majorque                  | Espagne  | 1.1    | Óscar Freire        | Rabobank                |
| 6.      | Grand Prix de la côte étrusque         | Italie   | 1.1    | Alessandro Petacchi | Fassa Bortolo           |
| 7.      | Trofeo Alcudia                         | Espagne  | 1.1    | Óscar Freire        | Rabobank                |
| 8.      | Trofeo Manacor                         | Espagne  | 1.1    | Alejandro Valverde  | Illes Balears           |
| 9.      | Trofeo Soller                          | Espagne  | 1.1    | Alejandro Valverde  | Illes Balears           |
| 9.-13.  | Tour méditerranéen                     | France   | 2.1    | Jens Voigt          | CSC                     |
| 10.     | Trofeo Calvia                          | Espagne  | 1.1    | Antonio Colom       | Illes Balears           |
| 10.-13. | GP Internacional Costa Azul            | Portugal | 2.1    | Rubén Plaza         | Comunidad Valenciana    |
| 13.-17. | Tour d’Andalousie                      | Espagne  | 2.1    | Francisco Cabello   | Comunidad Valenciana    |
| 15.     | Trofeo Laigueglia                      | Italie   | 1.1    | Kim Kirchen         | Fassa Bortolo           |
| 16.-20. | Tour de l’Algarve                      | Portugal | 2.1    | Hugo Sabido         | Paredes Rota dos Moveis |
| 19.     | Tour du Haut-Var                       | France   | 1.1    | Philippe Gilbert    | FDJeux.com              |
| 19.     | Trofeo Luis Puig                       | Espagne  | 1.1    | Alessandro Petacchi | Fassa Bortolo           |
| 19.-20. | Critérium des Espoirs                  | France   | 2.2    | Jean Mespoulède     | Auber 93                |
| 20.     | Classic Haribo                         | France   | 1.1    | Gorik Gardeyn       | MrBookmaker.com         |
| 22.-26. | Tour de la Communauté de Valence       | Espagne  | 2.1    | Alessandro Petacchi | Fassa Bortolo           |
| 26.     | GP Chiasso                             | Suisse   | 1.1    | Kim Kirchen         | Fassa Bortolo           |
| 26.     | Circuit Het Volk                       | Belgique | 1.HC   | Nick Nuyens         | Quick Step              |
| 26.     | Beverbeek Classic                      | Belgique | 1.2    | Jarno Van Mingeroet | Profel                  |
| 27.     | Clásica de Almería                     | Espagne  | 1.1    | José Iván Gutiérrez | Illes Balears           |
| 27.     | Kuurne-Bruxelles-Kuurne                | Belgique | 1.1    | Non attribué        |                         |
| 27.     | Grand Prix de Lugano                   | Suisse   | 1.1    | Rik Verbrugghe      | Quick Step              |

### Mars
| Date    | Course                                   | Pays       | Classe | Vainqueur                 | Équipe                      |
| ------- | ---------------------------------------- | ---------- | ------ | ------------------------- | --------------------------- |
| 2.-6.   | Tour de Murcie                           | Espagne    | 2.1    | Koldo Gil                 | Liberty Seguros             |
| 5.      | Milan-Turin                              | Italie     | 1.HC   | Fabio Sacchi              | Fassa Bortolo               |
| 6.      | Trofeo Zssdi                             | Italie     | 1.2    | Maurizio Biondo           | GS Promosport               |
| 6.      | Prix de Lillers-Souvenir Bruno Comini    | France     | 1.2    | Johan Coenen              | MrBookmaker.com             |
| 6.      | Tour du lac Majeur                       | Suisse     | 1.2    | Mauro Santambrogio        | LPR                         |
| 6.      | Les Monts du Luberon                     | France     | 1.2    | Florent Brard             | Agritubel                   |
| 7.      | Tour de la province de Lucques           | Italie     | 1.1    | Mario Cipollini           | Liquigas-Bianchi            |
| 10.-13. | GP Internacional do Oeste                | Portugal   | 2.2    | Cândido Barbosa           | L.A. Aluminios              |
| 13.     | Poreč Trophy                             | Croatie    | 1.2    | Jochen Summer             | Elk Haus-Simplon            |
| 13.     | Paris-Troyes                             | France     | 1.2    | Florent Brard             | Agritubel                   |
| 13.     | Trofeo Franco Balestra                   | Italie     | 1.2    | Branislau Samoilau        | Palazzago AB Isolanti       |
| 13.     | Circuit du Pays de Waes                  | Belgique   | 1.2    | Gorik Gardeyn             | MrBookmaker.com             |
| 13.     | Giro del Mendrisiotto                    | Suisse     | 1.2    | Michele Maccanti          | LPR                         |
| 13.     | Bordeaux-Saintes                         | France     | 1.2    | John Nilsson              | Auber 93                    |
| 16.     | Nokere Koerse                            | Belgique   | 1.1    | Steven de Jongh           | Rabobank                    |
| 17.-20. | Jadranska Magistrala                     | Croatie    | 2.2    | Borut Božič               | Perutnina Ptuj              |
| 18.     | Classic Loire-Atlantique                 | France     | 1.2    | José Alberto Martínez     | Agritubel                   |
| 20.     | GP Cholet-Pays de la Loire               | France     | 1.1    | Pierrick Fédrigo          | Bouygues Telecom            |
| 20.     | GP Rudy Dhaenens                         | Belgique   | 1.1    | Koen Barbé                | Chocolade Jacques-T-Interim |
| 20.     | Roue tourangelle                         | France     | 1.2    | Gilles Canouet            | Agritubel                   |
| 20.     | GP San Giuseppe                          | Italie     | 1.2    | Martin Pedersen           | GLS                         |
| 20.     | Tour du Stausee                          | Suisse     | 1.1    | Danilo Napolitano         | LPR                         |
| 21.-25. | Semaine catalane                         | Espagne    | 2.HC   | Alberto Contador          | Liberty Seguros             |
| 21.-27. | Tour de Normandie                        | France     | 2.2    | Kai Reus                  | Rabobank Continental        |
| 22.-26. | Semaine internationale Coppi et Bartali  | Italie     | 2.1    | Franco Pellizotti         | Liquigas-Bianchi            |
| 23.     | À travers les Flandres                   | Belgique   | 1.1    | Niko Eeckhout             | Chocolade Jacques-T-Interim |
| 23.     | Grand Prix de Waregem                    | Belgique   | 1.2    | Romain Fondard            | VC Roubaix                  |
| 25.-29. | The Paths of King Nikola                 | Monténégro | 2.2    | Mitja Mahorič             | Perutnina Ptuj              |
| 26.     | Grand Prix E3                            | Belgique   | 1.HC   | Tom Boonen                | Quick Step                  |
| 26.-27. | Critérium international                  | France     | 2.HC   | Bobby Julich              | CSC                         |
| 27.     | Flèche brabançonne                       | Belgique   | 1.1    | Óscar Freire              | Rabobank                    |
| 28.     | Tour de Cologne                          | Allemagne  | 1.1    | David Kopp                | Wiesenhof                   |
| 28.     | Tour de la province de Reggio de Calabre | Italie     | 1.1    | Gianluca Coletta          | Ceramica Panaria            |
| 28.     | Giro del Belvedere                       | Italie     | 1.2    | Guillermo Rubén Bongiorno | Ceramica Panaria-Navigare   |
| 29.     | Paris-Camembert                          | France     | 1.1    | Laurent Brochard          | Bouygues Telecom            |
| 29.     | GP Palio del Recioto                     | Italie     | 1.2    | Andrei Kunitski           | Palazzago AB Isolanti       |
| 29.-31. | Trois Jours de La Panne                  | Belgique   | 2.HC   | Stijn Devolder            | Discovery Channel           |

### Avril
| Date    | Course                                                  | Pays        | Classe | Vainqueur                  | Équipe                        |
| ------- | ------------------------------------------------------- | ----------- | ------ | -------------------------- | ----------------------------- |
| 1.      | Route Adélie                                            | France      | 1.1    | Daniele Contrini           | LPR                           |
| 1.-3.   | Triptyque des Monts et Châteaux                         | Belgique    | 2.2    | Marc de Maar               | Rabobank Continental          |
| 2.      | Hel van het Mergelland                                  | Pays-Bas    | 1.1    | Nico Sijmens               | Landbouwkrediet-Colnago       |
| 2.      | Grand Prix Miguel Indurain                              | Espagne     | 1.1    | Javier Pascual Rodríguez   | Comunidad Valenciana          |
| 2.      | Boucle de l'Artois                                      | France      | 1.2    | Jérôme Bouchet             | V.C. Roubaix                  |
| 3.      | Grand Prix de Rennes                                    | France      | 1.1    | Ludovic Turpin             | AG2R Prévoyance               |
| 3.      | Tour du lac Léman                                       | Suisse      | 1.2    | Jonas Ljungblad            | Amore & Vita-Beretta          |
| 3.      | Archer Grand Prix                                       | Royaume-Uni | 1.2    | John Tanner                | Tritech                       |
| 5.-8.   | Circuit de la Sarthe                                    | France      | 2.1    | Sylvain Chavanel           | Cofidis                       |
| 6.-10.  | Cinturón a Mallorca                                     | Espagne     | 2.2    | Dmitry Kozontchuk          | Rabobank Continental          |
| 6.-10.  | Semaine cycliste lombarde                               | Italie      | 2.2    | Riccardo Riccò             | Grassi-Marco Pantani          |
| 7.      | Grand Prix Pino Cerami                                  | Belgique    | 1.1    | Kai Reus                   | Rabobank Continental          |
| 8.-10.  | Circuit des Ardennes                                    | France      | 2.2    | Florian Morizot            | UV Aube                       |
| 9.      | Tour de Drenthe                                         | Pays-Bas    | 1.1    | Marcel Sieberg             | Lamonta                       |
| 10.     | Grand Prix de la ville de Nogent-sur-Oise               | France      | 1.2    | Tristan Valentin           | Auber 93                      |
| 10.     | Klasika Primavera                                       | Espagne     | 1.1    | David Etxebarría           | Liberty Seguros               |
| 13.     | Grand Prix de l'Escaut                                  | Belgique    | 1.HC   | Thorwald Veneberg          | Rabobank                      |
| 13.-17. | Tour d’Aragon                                           | Espagne     | 2.1    | Rubén Plaza                | Comunidad Valenciana          |
| 13.-17. | Tour du Loir-et-Cher                                    | France      | 2.2    | Marc de Maar               | Rabobank Continental          |
| 14.     | Grand Prix de Denain                                    | France      | 1.1    | Jimmy Casper               | Cofidis                       |
| 15.     | Veenendaal-Veenendaal                                   | Pays-Bas    | 1.HC   | Paul van Schalen           | Axa                           |
| 15.-17. | Tour Nord-Isère                                         | France      | 2.2    | Maint Berkenbosch          | Trientalis-Apac               |
| 16.     | Tour du Finistère                                       | France      | 1.1    | Simon Gerrans              | AG2R Prévoyance               |
| 17.     | Tro Bro Leon                                            | France      | 1.1    | Tristan Valentin           | Auber 93                      |
| 17.     | Giro d'Oro                                              | Italie      | 1.1    | Luca Mazzanti              | Ceramica Panaria              |
| 17.     | Tour de Düren                                           | Allemagne   | 1.2    | Robert Retschke            | Comnet-Senges                 |
| 18.-22. | Tour de Grèce                                           | Grèce       | 2.2    | Valeriy Dmitriyev          | Kazakhstan (équipe nationale) |
| 19.-22. | Tour du Trentin                                         | Italie      | 2.1    | Julio Alberto Pérez Cuapio | Ceramica Panaria              |
| 20.-24. | Tour de Basse-Saxe                                      | Allemagne   | 2.1    | Stefan Schumacher          | Shimano-Memory Corp           |
| 20.-24. | Tour d'Estrémadure                                      | Espagne     | 2.2    | Luis Roberto Alvarez       | Cropusa Burgos                |
| 21.-24. | Szlakiem Grodów Piastowskich                            | Pologne     | 2.2    | Zbigniew Piątek            | Intel-Action                  |
| 22.-24. | Tour de La Rioja                                        | Espagne     | 2.1    | Javier Pascual Rodríguez   | Comunidad Valenciana          |
| 23.-27. | Grand Prix de Sotchi                                    | Russie      | 2.2    | Alexander Khatuntsev       | Omnibike Dynamo Moscou        |
| 24.     | Tour des Apennins                                       | Italie      | 1.1    | Gilberto Simoni            | Lampre-Caffita                |
| 24.     | Tour de Hollande-Septentrionale                         | Pays-Bas    | 1.1    | Paul van Schalen           | Axa                           |
| 24.     | Tour de Berne                                           | Suisse      | 1.1    | René Weissinger            | Volksbank Ideal               |
| 24.     | Paris - Mantes-en-Yvelines Espoirs                      | France      | 1.2    | Maxime Méderel             | Auber 93                      |
| 24.     | Trofeo Torino-Biella                                    | Italie      | 1.2    | Denis Shkarpeta            | Ceramica Pagnoncelli          |
| 25.     | Gran Premio della Liberazione                           | Italie      | 1.2    | Christopher Sutton         | Australie (équipe nationale)  |
| 25.-1.  | Ruban granitier breton                                  | France      | 2.2    | Stéphane Pétilleau         | Bretagne-Jean Floc’h          |
| 26.-1.  | Tour des régions italiennes                             | Italie      | 2.2    | Luigi Sestili              | Italie (équipe nationale)     |
| 27.-30. | Circuit de Lorraine                                     | France      | 2.1    | Andris Naudužs             | Naturino-Sapore di Mare       |
| 27.-1.  | Tour de Castille-et-León                                | Espagne     | 2.1    | Carlos García Quesada      | Comunidad Valenciana          |
| 30.     | Grand Prix Herning                                      | Danemark    | 1.1    | Michael Blaudzun           | CSC                           |
| 30.     | Grand Prix de l'industrie et de l'artisanat de Larciano | Italie      | 1.1    | Luca Mazzanti              | Ceramica Panaria              |

### Mai
| Date    | Course                             | Pays        | Classe | Vainqueur            | Équipe                               |
| ------- | ---------------------------------- | ----------- | ------ | -------------------- | ------------------------------------ |
| 1.      | Grand Prix de Francfort            | Allemagne   | 1.HC   | Erik Zabel           | T-Mobile                             |
| 1.      | CSC Classic                        | Danemark    | 1.1    | Jacob Moe Rasmussen  | GLS                                  |
| 1.      | Trophée des grimpeurs              | France      | 1.1    | Philippe Gilbert     | FDJeux.com                           |
| 1.      | Tour de Toscane                    | Italie      | 1.1    | Daniele Bennati      | Lampre-Caffita                       |
| 1.      | Mémorial Andrzeja Trochanowskiego  | Pologne     | 1.2    | František Raboň      | PSK Whirlpool                        |
| 1.      | Ereprijs Victor De Bruyne          | Belgique    | 1.2    | Hamish Robert Haynes | Cyclingnews.com                      |
| 1.-8.   | Tour de Turquie                    | Turquie     | 2.2    | Svetoslav Tchanliev  | Burgas                               |
| 2.      | Grand Prix de Moscou               | Russie      | 1.2    | Alexei Schmidt       | Omnibike Dynamo Moscou               |
| 2.-5.   | Uniqa Classic                      | Autriche    | 2.1    | Bram de Groot        | Rabobank                             |
| 3.      | Majowy Wyscig Klasyczny - Lublin   | Pologne     | 1.2    | Cezary Zamana        | Intel-Action                         |
| 3.      | Mayor Cup                          | Russie      | 1.2    | Ivan Terenine        | Omnibike Dynamo Moscou               |
| 3.      | Coppa Città di Asti                | Italie      | 1.2    | Fabio Sabatini       | Pedale Larigiano                     |
| 4.-8.   | Quatre Jours de Dunkerque          | France      | 2.HC   | Pierrick Fédrigo     | Bouygues Telecom                     |
| 5.      | Neuseen Classics                   | Allemagne   | 1.2    | Marek Maciejewski    | Grupa PSB                            |
| 5.-8.   | Flèche du Sud                      | Luxembourg  | 2.2    | Wolfram Wiese        | Comnet-Senges                        |
| 5.-9.   | Cinq anneaux de Moscou             | Russie      | 2.2    | Eduard Vorganov      | Omnibike Dynamo Moscou               |
| 7.      | Ronde van Overijssel               | Pays-Bas    | 1.2    | Arno Wallaard        | Bert Story-Piels                     |
| 7.-8.   | Clásica de Alcobendas              | Espagne     | 2.1    | Pavel Tonkov         | LPR                                  |
| 7.-15.  | Tour de Thuringe                   | Allemagne   | 2.2    | Kai Reus             | Rabobank Continental                 |
| 8.      | Trofeo Alcide Degasperi            | Italie      | 1.2    | Devid Garbelli       | Concrete San Marco Caneva            |
| 8.      | Omloop der Kempen                  | Pays-Bas    | 1.2    | Niki Terpstra        | Axa                                  |
| 8.      | Grand Prix Industrie del Marmo     | Italie      | 1.2    | Alessio Signego      | Promo Ciclo Publysport               |
| 8.      | Lincoln International Grand Prix   | Royaume-Uni | 1.2    | Russell Downing      | Recycling.co.uk                      |
| 11.     | Mémorial Oleg Dyachenko            | Russie      | 1.2    | Maxim Karpatchev     | Omnibike Dynamo Moscou               |
| 11.-15. | Tour de Rhénanie-Palatinat         | Allemagne   | 2.1    | Stefan Schumacher    | Shimano-Memory Corp                  |
| 12.-15. | Grand Pri Sunny Beach              | Bulgarie    | 2.2    | Evgeni Gerganov      | Bulgarie (équipe nationale)          |
| 13.-15. | Tour de Picardie                   | France      | 2.1    | Janek Tombak         | Cofidis                              |
| 13.-16. | Tour de Berlin                     | Allemagne   | 2.2    | Dominique Cornu      | Bodysol-Win for Life-Jong Vlaanderen |
| 14.-22. | Olympia's Tour                     | Pays-Bas    | 2.2    | Stef Clement         | Rabobank Continental                 |
| 15.     | Circuito del Porto - Trofeo Arvedi | Italie      | 1.2    | Maximiliano Richeze  | Parolin Sorelle Ramonda              |
| 16.     | Grand Prix de Villers-Cotterêts    | France      | 1.1    | Bradley McGee        | FDJeux.com                           |
| 19.-22. | Ronde de l'Isard d'Ariège          | France      | 2.2    | Eduardo Gonzalo      | FC Barcelona                         |
| 21.     | Clásica Memorial Txuma             | Espagne     | 1.2    | Nikolay Trusov       | Lokomotiv                            |
| 22.     | Tour de Vendée                     | France      | 1.1    | Jonas Ljungblad      | Amore & Vita                         |
| 22.-29. | FBD Insurance Rás                  | Irlande     | 2.2    | Chris Newton         | Recycling.co.uk                      |
| 24.-29. | Tour de Navarre                    | Espagne     | 2.2    | Pavel Brutt          | Lokomotiv                            |
| 25.-29. | Tour de Belgique                   | Belgique    | 2.1    | Tom Boonen           | Quick Step                           |
| 25.-29. | Tour de Bavière                    | Allemagne   | 2.HC   | Michael Rich         | Gerolsteiner                         |
| 25.-29. | Tour de l’Alentejo                 | Portugal    | 2.1    | Xavier Tondo         | Catalunya-Angel Mir                  |
| 25.-29. | Tour de Gironde                    | France      | 2.2    | Charles Guilbert     | Bretagne-Jean Floc’h                 |
| 27.     | SEB Tartu GP                       | Estonie     | 1.1    | Tomas Vaitkus        | AG2R Prévoyance                      |
| 27.     | Grand Prix Jamp                    | Slovaquie   | 1.2    | Andrey Mizourov      | Capec                                |
| 28.     | Grand Prix de Tallinn-Tartu        | Estonie     | 1.1    | Janek Tombak         | Nesebar                              |
| 28.     | GP Möbel Alvisse                   | Luxembourg  | 1.2    | James Lewis Perry    | Konica Minolta                       |
| 28.     | Grand Prix Kooperativa             | Slovaquie   | 1.2    | Piotr Przydział      | DHL-Author                           |
| 29.     | GP Llodio                          | Espagne     | 1.1    | David Herrero        | Euskaltel-Euskadi                    |
| 29.     | GP Eaux Minérales de Beckerich     | Luxembourg  | 1.2    | Arno Wallaard        | Bert Story-Piels                     |
| 29.     | Grand Prix Palma                   | Slovaquie   | 1.2    | Olexandr Klimenko    | Grupa PSB                            |
| 29.     | Paris-Roubaix espoirs              | France      | 1.2    | Dmitry Kozontchuk    | Rabobank Continental                 |

### Juin
| Date    | Course                            | Pays       | Classe | Vainqueur             | Équipe                    |
| ------- | --------------------------------- | ---------- | ------ | --------------------- | ------------------------- |
| 1.-5.   | Bicyclette basque                 | Espagne    | 2.HC   | Eladio Jiménez        | Comunidad Valenciana      |
| 2.-5.   | Tour de Luxembourg                | Luxembourg | 2.HC   | László Bodrogi        | Crédit agricole           |
| 4.      | Grand Prix de la Forêt-Noire      | Allemagne  | 1.1    | Fabian Wegmann        | Gerolsteiner              |
| 5.      | Grand Prix du canton d’Argovie    | Suisse     | 1.HC   | Alexandre Moos        | Phonak                    |
| 5.      | Coppa della Pace                  | Italie     | 1.2    | Vasil Kiryienka       | Phonak                    |
| 5.      | Mémorial Philippe Van Coningsloo  | Belgique   | 1.2    | Hans Dekkers          | Rabobank Continental      |
| 5.      | GP Kranj                          | Slovénie   | 1.2    | Martin Hvastija       | Perutnina Ptuj            |
| 6.-11.  | Tour de Lleida                    | Espagne    | 2.2    | Branislau Samoilau    | Phonak                    |
| 7.-12.  | Bałtyk-Karkonosze Tour            | Pologne    | 2.2    | Radosław Romanik      | DHL-Author                |
| 8.-12.  | Ringerike Grand Prix              | Norvège    | 2.2    | Are Hunsager Andresen | Sparebanken Vest          |
| 9.-12.  | Tour de Slovénie                  | Slovénie   | 2.1    | Przemysław Niemiec    | Miche                     |
| 10.-12. | GP CTT Correios de Portugal       | Portugal   | 2.1    | Alexei Markov         | Milaneza-Maia             |
| 12.     | Flèche Hesbignonne                | Belgique   | 1.2    | Geert Verheyen        | Landbouwkrediet-Colnago   |
| 14.-19. | Tour de Serbie                    | Serbie     | 2.2    | Matija Kvasina        | Perutnina Ptuj            |
| 15.     | Subida al Naranco                 | Espagne    | 1.1    | Rinaldo Nocentini     | Acqua e Sapone            |
| 15.-18. | Ster Elektrotoer                  | Pays-Bas   | 2.1    | Stefan Schumacher     | Shimano-Memory Corp       |
| 15.-21. | Circuito Montañés                 | Espagne    | 2.2    | Sergio Domínguez      | Spiuk-Semar               |
| 16.-19. | Route du Sud                      | France     | 2.1    | Sandy Casar           | FDJeux.com                |
| 16.-19. | Tour de Mainfranken               | Allemagne  | 2.2    | Matthieu Ladagnous    | France (équipe nationale) |
| 16.-19. | Boucles de la Mayenne             | France     | 2.2    | Aliaksandr Kuschynski | Amore & Vita-Beretta      |
| 17.-21. | Tour des Asturies                 | Espagne    | 2.1    | Adolfo García Quesada | Comunidad Valenciana      |
| 19.     | Raiffeisen Grand Prix             | Autriche   | 1.2    | Krzysztof Ciesielski  | DHL-Author                |
| 19.     | Flèche ardennaise                 | Belgique   | 1.2    | Francis De Greef      | Bodysol                   |
| 22.     | Bruxelles-Ingooigem               | Belgique   | 1.1    | Bert Roesems          | Davitamon-Lotto           |
| 22.     | Tour de Frise                     | Pays-Bas   | 1.1    | Stefan van Dijk       | MrBookmaker.com           |
| 26.     | Giro delle Valli Aretine          | Italie     | 1.2    | Gianluca Moi          | Palazzago-Abi Isolanti    |
| 28.     | Trofeo Città di Brescia           | Italie     | 1.2    | Matteo Bono           | Egidio Unidelta           |
| 29.-3.  | Course de la Solidarité olympique | Pologne    | 2.1    | Piotr Wadecki         | Intel-Action              |

### Juillet
| Date    | Course                                            | Pays      | Classe | Vainqueur                 | Équipe                                      |
| ------- | ------------------------------------------------- | --------- | ------ | ------------------------- | ------------------------------------------- |
| 2.      | Tour du Jura                                      | Suisse    | 1.2    | Glen Chadwick             | Cyclingnews.com                             |
| 2.      | Cronoscalata Gardone Val Trompia-Prati di Caregno | Italie    | 1.2    | Branislau Samoilau        | Bélarus                                     |
| 3.      | Tour du Doubs                                     | France    | 1.1    | Philip Deignan            | Ag2r Prévoyance                             |
| 3.      | Trofeo Matteotti                                  | Italie    | 1.1    | Ruggero Marzoli           | Acqua e Sapone                              |
| 3.      | Freccia dei Vini                                  | Italie    | 1.2    | Maurizio Bellin           | Acqua e Sapone                              |
| 4.      | Chieti-Casalincontrada-Block-Haus                 | Italie    | 1.2    | Paul Crake                | Radrennteam Graz Corratec                   |
| 4.-10.  | Tour d’Autriche                                   | Autriche  | 2.1    | Juan Miguel Mercado       | Quick Step                                  |
| 6.-10.  | Trophée Joaquim Agostinho                         | Portugal  | 2.1    | Gerardo Fernández         | Paredes Rota dos Moveis                     |
| 7.-9.   | Grand Prix cycliste de Gemenc                     | Hongrie   | 1.2    | Martin Prázdnovský        | CK ŽP Šport AS Podbrezová                   |
| 8.      | Championnat d'Europe espoirs du contre-la-montre  | Russie    | CC     | Dmytro Grabovskyy         | Ukraine (équipe nationale)                  |
| 9.      | Giro della Valsesia 1                             | Italie    | 1.2    | Simone Bruson             | GS Podenzano                                |
| 10.     | Pomorski Klasyk                                   | Pologne   | 1.2    | Piotr Wadecki             | Intel-Action                                |
| 10.     | Grand Prix de Dourges                             | France    | 1.2    | Grzegorz Kwiatkowski      | EC Raismes Petite-Forêt La Porte du Hainaut |
| 10.     | Giro della Valsesia 2                             | Italie    | 1.2    | Piergiorgio Camussa       | Progetto Ciclismo Alplast                   |
| 10.     | Giro del Medio Brenta                             | Italie    | 1.2    | Manuele Spadi             | Ceramica Flaminia                           |
| 10.     | De Drie Zustersteden                              | Belgique  | 1.2    | Peter Wuyts               | MrBookmaker.com                             |
| 10.     | Championnat d'Europe espoirs sur route            | Russie    | CC     | František Raboň           | Tchéquie (équipe nationale)                 |
| 16.     | Trofeo Banca Popolare di Vicenza                  | Italie    | 1.2    | Marco Vivian              | UC Trevigiani Dynamon                       |
| 17.     | Giro del Casentino                                | Italie    | 1.2    | Vasil Kiryienka           | Grassi-Marco Pantani                        |
| 17.     | Coppa Colli Briantei Internazionale               | Italie    | 1.2    | Harald Starzengruber      | UC Trevigiani Dynamon                       |
| 20.-24. | Tour de Saxe                                      | Allemagne | 2.1    | Mathew Hayman             | Rabobank                                    |
| 22.-24. | Brixia Tour                                       | Italie    | 2.1    | Emanuele Sella            | Ceramica Panaria                            |
| 23.     | Grand Prix Bradlo                                 | Slovaquie | 1.2    | Martin Riška              | PSK Whirlpool                               |
| 24.     | Gran Premio Inda                                  | Italie    | 1.2    | Daniele Di Nucci          | Grasss-Marco Pantani                        |
| 24.     | Grand Prix de la ville de Pérenchies              | France    | 1.2    | Aivaras Baranauskas       | VC Roubaix                                  |
| 25.     | Prueba Villafranca de Ordizia                     | Espagne   | 1.1    | Carlos García Quesada     | Comunidad Valenciana                        |
| 25.-29. | Tour de la Région wallonne                        | Belgique  | 2.HC   | Luca Celli                | Barloworld-Valsir                           |
| 26.-30. | Wyscig Dookola Mazowska                           | Pologne   | 2.1    | Piotr Zaradny             | Knauf                                       |
| 30.     | Luk Challenge                                     | Allemagne | 1.1    | Jens Voigt / Bobby Julich | CSC                                         |
| 31.     | Circuit de Getxo                                  | Espagne   | 1.1    | David Fernández Domingo   | Andalucia-Paul Versan                       |
| 31.     | Polynormande                                      | France    | 1.1    | Philippe Gilbert          | fdjeux.com                                  |

### Août
| Date    | Course                                 | Pays        | Classe | Vainqueur              | Équipe                     |
| ------- | -------------------------------------- | ----------- | ------ | ---------------------- | -------------------------- |
| 2.-4.   | Paris-Corrèze                          | France      | 2.1    | Frédéric Finot         | fdjeux.com                 |
| 2.-6.   | Tour de León                           | Espagne     | 2.2    | Enrique Salgueiro      | Spiuk-Semar                |
| 3.-7.   | Tour du Danemark                       | Danemark    | 2.HC   | Ivan Basso             | CSC                        |
| 4.      | GP Città di Camaiore                   | Italie      | 1.1    | Maxim Iglinskiy        | Domina Vacanze             |
| 4.-7.   | Małopolski Wyścig Górski               | Pologne     | 2.2    | Cezary Zamana          | Intel-Action               |
| 5.-15.  | Tour du Portugal                       | Portugal    | 2.HC   | Vladimir Efimkin       | Barloworld-Valsir          |
| 6.      | Tour du Latium                         | Italie      | 1.HC   | Filippo Pozzato        | Quick Step                 |
| 7.      | Tour de Bochum                         | Allemagne   | 1.1    | Lubor Tesař            | Akud                       |
| 7.-10.  | Tour de l'Ain                          | France      | 2.1    | Carl Naibo             | Bretagne-Jean Floc’h       |
| 7.-11.  | Tour de Burgos                         | Espagne     | 2.HC   | Juan Carlos Domínguez  | Saunier Duval-Scott        |
| 9.      | GP Fred Mengoni                        | Italie      | 1.1    | Luca Mazzanti          | Ceramica Panaria           |
| 10.     | Trophée de la ville de Castelfidardo   | Italie      | 1.1    | Murilo Fischer         | Naturino-Sapore di Mare    |
| 10.-14. | Regio-Tour                             | Allemagne   | 2.1    | Nico Sijmens           | Landbouwkrediet-Colnago    |
| 13.     | Tour de la Hainleite                   | Allemagne   | 1.1    | Bert Grabsch           | Phonak                     |
| 13.     | GP Città di Felino                     | Italie      | 1.2    | Matteo Priamo          |                            |
| 13.     | Coupe des Carpates                     | Pologne     | 1.2    | Radosław Romanik       | DHL-Author                 |
| 14.     | Mémorial Henryk Łasak                  | Pologne     | 1.1    | Marek Maciejewski      | PSB Atlas Orbea            |
| 14.     | Subida a Urkiola                       | Espagne     | 1.1    | Joaquim Rodríguez      | Saunier Duval-Scott        |
| 14.     | Trofeo Internazionale Bastianelli      | Italie      | 1.2    | Davide Torosantucci    | Universal Caffé-Styloffice |
| 14.     | Scandinavian Open                      | Suède       | 1.2    | Christofer Stevenson   | Mälarenergi CK             |
| 14.     | Havant International Grand Prix        | Royaume-Uni | 1.2    | Russell Downing        | Recycling.co.uk            |
| 15.     | Puchar Ministra Obrony Narodowej       | Pologne     | 1.2    | Gregorz Zoledziowski   | Legia-Bazyliszek           |
| 16.     | Trois vallées varésines                | Italie      | 1.HC   | Stefano Garzelli       | Liquigas-Bianchi           |
| 16.     | GP Capodarco                           | Italie      | 1.2    | Fernando Herrero       |                            |
| 16.-19. | Tour du Limousin                       | France      | 2.1    | Sébastien Joly         | Crédit agricole            |
| 17.     | Coppa Agostoni                         | Italie      | 1.1    | Paolo Valoti           | Domina Vacanze             |
| 17.     | Gara Ciclistica Milionaria             | Italie      | 1.2    | Davide Torosantucci    | Universal Caffé-Styloffice |
| 18.     | Coppa Bernocchi                        | Italie      | 1.1    | Danilo Napolitano      | LPR                        |
| 20.     | Tour de Rijke                          | Pays-Bas    | 1.1    | Stefan van Dijk        | MrBookmaker.com            |
| 20.     | Tour de Vénétie                        | Italie      | 1.HC   | Eddy Mazzoleni         | Lampre-Caffita             |
| 20.     | Szlakiem Walk Majora Hubala            | Pologne     | 1.2    | Tomasz Kiendyś         | Knauf                      |
| 20.     | Gran Premio Area Metropolitana de Vigo | Espagne     | 1.2    | Francisco Tomás García | Paredes Rota dos Móveis    |
| 21.     | Clasica a los Puertos                  | Espagne     | 1.1    | Xabier Zandio          | Illes Balears              |
| 21.     | Châteauroux Classic de l'Indre         | France      | 1.1    | Jimmy Casper           | Cofidis                    |
| 21.     | Grand Prix de la ville de Vigo         | Espagne     | 1.2    | José Carlos Rodrigues  | Paredes Rota dos Móveis    |
| 23.     | Grand Prix de la ville de Zottegem     | Belgique    | 1.1    | Thomas Dekker          | Rabobank                   |
| 23.-26. | Tour du Poitou-Charentes               | France      | 2.1    | Sylvain Chavanel       | Bouygues Telecom           |
| 24.     | Druivenkoers Overijse                  | Belgique    | 1.1    | Leonardo Duque         | Jartazi Granville          |
| 24.     | GP Nobili Rubinetterie                 | Italie      | 1.1    | Damiano Cunego         | Lampre-Caffita             |
| 25.     | GP Carnaghese                          | Italie      | 1.1    | Simon Gerrans          | AG2R Prévoyance            |
| 28.     | Tour du Sachsenring                    | Allemagne   | 1.2    | Karsten Volkmann       | RSH                        |
| 29.     | Grand Prix de Beuvry-la-Forêt          | France      | 1.2    | Maint Berkenbosch      | Trientalis APAC            |
| 30.     | Coupe Sels                             | Belgique    | 1.1    | Marcin Sapa            | Knauf                      |
| 30.-4.  | Tour de Grande-Bretagne                | Royaume-Uni | 2.1    | Nick Nuyens            | Quick Step                 |
| 30.-4.  | Giro della Valle d'Aosta               | Italie      | 2.2    | Morris Possoni         | Lampre-Caffita             |
| 31.-4.  | Tour de Hesse                          | Allemagne   | 2.1    | Cezary Zamana          | Intel-Action               |
| 31.-4.  | Tour de Slovaquie                      | Slovaquie   | 2.2    | Martin Prázdnovský     | CK ŽP Šport AS Podbrezová  |

### Septembre
| Date    | Course                                            | Pays      | Classe | Vainqueur                           | Équipe                      |
| ------- | ------------------------------------------------- | --------- | ------ | ----------------------------------- | --------------------------- |
| 1.      | Trofeo Melinda                                    | Italie    | 1.1    | Damiano Cunego                      | Lampre-Caffita              |
| 1.-10.  | Tour de l'Avenir                                  | France    | 2.1    | Lars Ytting Bak                     | CSC                         |
| 2.-4.   | Stuttgart-Strasbourg                              | Allemagne | 2.2    | Michael Muck                        | Gerolsteiner                |
| 3.      | Coppa Placci                                      | Italie    | 1.HC   | Paolo Valoti                        | Domina Vacanze              |
| 4.      | Grand Prix Jef Scherens                           | Belgique  | 1.1    | Joost Posthuma                      | Rabobank                    |
| 4.      | Tour de Romagne                                   | Italie    | 1.1    | Danilo Napolitano                   | LPR                         |
| 4.      | Duo normand                                       | France    | 1.2    | Sylvain Chavanel / Thierry Marichal | Cofidis                     |
| 7.      | Mémorial Rik Van Steenbergen                      | Belgique  | 1.1    | Jean-Patrick Nazon                  | AG2R Prévoyance             |
| 8.-11.  | Tour de Toscane                                   | Italie    | 2.2    | Sergey Firsanov                     | Rietumu Bank                |
| 10.     | Paris-Bruxelles                                   | Belgique  | 1.HC   | Robbie McEwen                       | Davitamon-Lotto             |
| 10.-11. | Triptyque des Barrages                            | Belgique  | 2.2    | Lars Boom                           | Rabobank Continental        |
| 10.-16. | Tour de Bulgarie                                  | Bulgarie  | 2.2    | Martin Prázdnovský                  | CK ŽP Šport AS Podbrezová   |
| 11.     | Tour de Nuremberg                                 | Allemagne | 1.1    | Ronny Scholz                        | Gerolsteiner                |
| 11.     | Grand Prix de Fourmies                            | France    | 1.HC   | Robbie McEwen                       | Davitamon-Lotto             |
| 14.     | Grand Prix de Wallonie                            | Belgique  | 1.1    | Nick Nuyens                         | Quick Step                  |
| 16.     | Championnat des Flandres                          | Belgique  | 1.1    | Sergueï Lagoutine                   | Landbouwkrediet             |
| 16.-17. | Tour de la Somme                                  | France    | 2.2    | Erki Pütsep                         | AG2R Prévoyance             |
| 17.     | Giro Colline del Chianti Val d'Elsa               | Italie    | 1.1    | Guillermo Rubén Bongiorno           | Ceramica Panaria            |
| 17.     | Giro del Canavese                                 | Italie    | 1.2    | Oscar Gatto                         | Zalf Désirée Fior           |
| 18.     | Trofeo Gianfranco Bianchin                        | Italie    | 1.2    | Matteo Priamo                       | GS Promosport               |
| 18.     | Grand Prix de l'industrie et du commerce de Prato | Italie    | 1.1    | Murilo Fischer                      | Naturino-Sapore di Mare     |
| 18.     | Grand Prix d'Isbergues                            | France    | 1.1    | Niko Eeckhout                       | Chocolade Jacques-T-Interim |
| 18.     | Chrono champenois                                 | France    | 1.2    | Mathieu Heijboer                    | Rabobank Continental        |
| 21.     | Circuit du Houtland                               | Belgique  | 1.2    | Kevin Van Impe                      | Chocolade Jacques-T-Interim |
| 24.     | Delta Profronde                                   | Pays-Bas  | 1.1    | Bram de Groot                       | Rabobank                    |
| 27.     | Circuit des bords flamands de l’Escaut            | Belgique  | 1.1    | Niko Eeckhout                       | Chocolade Jacques-T-Interim |
| 27.     | Ruota d'Oro                                       | Italie    | 1.2    | Luca Mazzanti                       | Ceramica Panaria-Navigare   |
| 29.-2.  | Circuit franco-belge                              | Belgique  | 2.1    | Marco Zanotti                       | Liquigas-Bianchi            |

### Octobre
| Date | Course                    | Pays     | Classe | Vainqueur            | Équipe                  |
| ---- | ------------------------- | -------- | ------ | -------------------- | ----------------------- |
| 1.   | Mémorial Cimurri          | Italie   | 1.1    | Murilo Fischer       | Naturino-Sapore di Mare |
| 1.   | Piccolo Giro di Lombardia | Italie   | 1.2    | Ruslan Gryschenko    | Naturino-Sapore di Mare |
| 6.   | Coppa Sabatini            | Italie   | 1.1    | Alessandro Bertolini | Domina Vacanze          |
| 6.   | Paris-Bourges             | France   | 1.1    | Lars Ytting Bak      | CSC                     |
| 8.   | Tour d'Émilie             | Italie   | 1.HC   | Gilberto Simoni      | Lampre-Caffita          |
| 9.   | GP Beghelli               | Italie   | 1.1    | Murilo Fischer       | Naturino-Sapore di Mare |
| 9.   | Paris-Tours espoirs       | France   | 1.2    | Fabien Patanchon     | Entente Sud Gascogne    |
| 11.  | Prix national de clôture  | Belgique | 1.1    | Gert Steegmans       | Davitamon-Lotto         |
| 13.  | Tour du Piémont           | Italie   | 1.HC   | Murilo Fischer       | Naturino-Sapore di Mare |

## Classements finals
Le Brésilien Murilo Fischer, membre de l'équipe Naturino-Sapore di Mare, remporte le classement individuel. Il compte 748 points et a notamment remporté en fin de saison le Tour du Piémont, le Grand Prix de l'industrie et du commerce de Prato, le Grand Prix Bruno Beghelli, le Mémorial Cimurri et le Trophée de la ville de Castelfidardo. Il devance le Néerlandais Stefan van Dijk, vainqueur du Tour de Rijke et du Tour de Frise, et le Belge Niko Eeckhout, vainqueur du Grand Prix d'Isbergues, d'À travers les Flandres et du Circuit des bords flamands de l'Escaut. L'équipe italienne Ceramica Panaria-Navigare s'impose au classement par équipes. Elle devance l'équipe française AG2R Prévoyance et l'équipe espagnole Comunidad Valenciana. L'Italie est première du classement par nations, devant l'Espagne et les Pays-Bas.
| Pos | Classement individuel | Pays      | Pts |
| --- | --------------------- | --------- | --- |
| 1.  | Murilo Fischer        | Brésil    | 748 |
| 2.  | Stefan van Dijk       | Pays-Bas  | 503 |
| 3.  | Niko Eeckhout         | Belgique  | 492 |
| 4.  | Ruggero Marzoli       | Italie    | 456 |
| 5.  | Stefan Schumacher     | Allemagne | 441 |
| 6.  | Danilo Napolitano     | Italie    | 440 |
| 7.  | Luca Mazzanti         | Italie    | 413 |
| 8.  | Vladimir Efimkin      | Russie    | 402 |
| 9.  | Paride Grillo         | Italie    | 357 |
| 10. | Nico Sijmens          | Belgique  | 356 |

| Pos | Classement par équipes    | Pays        | Pts    |
| --- | ------------------------- | ----------- | ------ |
| 1.  | Ceramica Panaria-Navigare | Italie      | 1847   |
| 2.  | AG2R Prévoyance           | France      | 1720,2 |
| 3.  | Comunidad Valenciana      | Espagne     | 1654,8 |
| 4.  | Barloworld                | Royaume-Uni | 1494   |
| 5.  | Naturino-Sapore di Mare   | Italie      | 1487   |
| 6.  | L.P.R.                    | Suisse      | 1400   |
| 7.  | Rabobank Continental      | Pays-Bas    | 1384   |
| 8.  | MrBookmaker.com           | Belgique    | 1200   |
| 9.  | Landbouwkrediet-Colnago   | Belgique    | 1199   |
| 10. | Intel-Action              | Pologne     | 1091   |

| Pos | Classement par nations | Pts  |
| --- | ---------------------- | ---- |
| 1.  | Italie                 | 2894 |
| 2.  | Espagne                | 2432 |
| 3.  | Pays-Bas               | 2135 |
| 4.  | Pologne                | 1973 |
| 5.  | Belgique               | 1928 |
| 6.  | Russie                 | 1762 |
| 7.  | France                 | 1707 |
| 8.  | Allemagne              | 1501 |
| 9.  | Tchéquie               | 1234 |
| 10. | Portugal               | 1168 |